# A burok (film)
A burok (eredeti cím: The Host) 2013-ban bemutatott amerikai romantikus sci-fi filmthriller, amelyet Andrew Niccol írt és rendezett Stephenie Meyer 2008-as azonos című regénye alapján. A főbb szerepekben Saoirse Ronan, Jake Abel, Max Irons, Frances Fisher, Chandler Canterbury, Diane Kruger és William Hurt látható.
Az Amerikai Egyesült Államokban 2013. március 29-én mutatta be az Open Road Films. Magyarországon egy nappal korábban, március 28-án jelent meg a ProVideo forgalmazásában. A film a jegypénztáraknál alulteljesített; világszerte 63,3 millió dolláros összbevételt ért el a 40 milliós gyártási költségvetésével szemben, és általánosságban negatív visszajelzéseket kapott a kritikusoktól.

## Cselekmény
A történet egy fiktív jövőben játszódik a Földön. Idegenek, akiket az emberek lelkeknek neveznek, benépesítették a Földet, és egy új rendszert hoztak létre ott. A lelkek az embereket gazdatestként használják, és teljesen átveszik az irányítást a testük és az emlékeik felett. Majdnem minden ember lelkeket hordoz. Amikor egy elfoglalt emberi test meghal, a lelket az úgynevezett gyógyítók eltávolítják, és vagy beültetik egy új testbe, vagy egyfajta szállítódoboz segítségével elküldik az általuk birtokolt bolygók egyikére.
A kevés megmaradt szabad ember erdőkben, barlangokban és sivatagokban rejtőzik. A tizenkilenc éves Melanie Stryder az utolsó emberek egyike, aki menekülés közben beleszeret Jaredbe. A kisöccsével és Jareddel együtt utazik, de egy keresőkből álló csoport elfogja, és kórházba viszik, miután kiugranak az ablakból. A lány ott kap egy Vándor nevű lelket. Míg a legtöbb esetben a gazdatest régi énje hamarosan törlődik, Melanie szembeszáll a behatolókkal, és tovább él a testében. Ettől kezdve két ellentétes hang vitatkozik a testében, amelyek felváltva kerekednek felül fizikai tettein. A Vándort elárasztják Melanie emlékei és érzései. Melanie nem hajlandó harc nélkül átadni testét Wanderernek. A Kereső, aki elfogta Melanie-t, át akarja helyezni Wanderert egy másik testbe, hogy eltörölje Melanie énjét, amely a Kereső megtámadásával mutatkozott meg. Wanderer elmenekül, és Melanie az utolsó megmaradt emberek rejtekhelyére vezeti. A kezdeti szkepticizmus után az emberek fokozatosan és óvatosan összebarátkoznak Wandererrel, akinek a nevét időközben Wandára változtatják; a fiatal Ian és Wanda egymásba szeretnek. Melanie még mindig szereti Jaredet, de Wandát nem sikerül meghódítania.
Miután Wanda megszökik, egy kereső kitartóan elindul a megkeresésére. Az élelem és gyógyszer beszerzésére tett útjuk során két embert üldözőbe vesz a kereső, és öngyilkosságot követ el, amikor frontálisan ütközik járművével, mielőtt átvenné az irányítást. A lelkek emberektől való újbóli elválasztására irányuló kísérletek során több lélek és gazdatestük is életét veszti. Wanda szemtanúja az emberek sikertelen próbálkozásainak, de a lélektársai megölésétől való kezdeti elborzadása után megmutatja az embereknek, hogyan tudják sikeresen eltávolítani a lelkeket a gazdatestektől anélkül, hogy bármelyikük is meghalna. Eközben az embereknek sikerül elfogniuk a Wandát üldöző Keresőt, kivonják a lelkét, és egy másik elfoglalt bolygóra küldik. Wanda most testvéri szeretetben fel akarja áldozni magát, hogy Melanie visszakapja a testét és az életét Jareddel és Jamie-vel. Ahelyett azonban, hogy tiszteletben tartanák Wanda kérését, és hagynák meghalni a szívfájdalmában, az emberek egy fiatal nő testébe helyezik, aki egyébként meghalt volna, miután elválasztották a megszálló lélektől, így cserébe megmentik a barátjukat, Wandát.
Néhány hónappal később Jared, Melanie, Ian és Wanda egy éjszakai ellenőrzésen vesznek részt, és látszólag a keresők fogságába esnek. Rájönnek, Wanda együttműködik az emberekkel, de ők nem Keresők, hanem egy másik embercsoport, és kiderül, hogy vannak más lelkek is, akik összefogtak az emberekkel.

## Szereplők
| Szerep                                   | Színész               | Magyar hang            |
| ---------------------------------------- | --------------------- | ---------------------- |
| Melanie "Mel" Stryder / Wanderer "Wanda" | Saoirse Ronan         | Bogdányi Titanilla     |
| Ian O'Shea                               | Jake Abel             | Szatory Dávid          |
| Jared Howe                               | Max Irons             | Előd Botond            |
| Magnolia "Maggie"                        | Frances Fisher        | Andresz Kati           |
| Jamie Stryder                            | Chandler Canterbury   | Bogdán Gergő           |
| Seeker / Lacey                           | Diane Kruger          | Ruttkay Laura          |
| Jebediah                                 | William Hurt          | Rosta Sándor           |
| Kyle                                     | Boyd Holbrook         | Czető Roland           |
| Doki                                     | Scott Lawrence        | Jantyik Csaba          |
| lélek                                    | Rachel Roberts        |                        |
| Wes                                      | Shawn Carter Peterson |                        |
| Aaron                                    | Lee Hardee            |                        |
| Waverly kereső                           | Phil Austin           |                        |
| Lily                                     | Raeden Greer          |                        |
| Trevor Stryder                           | J. D. Evermore        |                        |
| Pet / Wanderer "Wanda"                   | Emily Browning        | Györfi Laura           |
| Brandt                                   | Mustafa Harris        | Horváth-Töreki Gergely |
| Nate                                     | Bokeem Woodbine       |                        |
| Burns kereső                             | Alex Russell          |                        |

### Magyar változat
- Főcím: Endrédi Máté
- Magyar szöveg: Csalló Kinga
- Hangmérnök: Farkas László
- Vágó: Orosz Dávid
- Gyártásvezető: Boskó Andrea
- Szinkronrendező: Kosztola Tibor
- Produkciós vezető: Kovács Anita

A szinkront a Pannonia Sound System Kft. készítette el.

## A film készítése
A producerek, Nick Wechsler, Steve Schwartz és Paula Mae Schwartz 2009 szeptemberében szerezték meg A burok filmjogait, de később az Open Road Films vette át a jogokat, és Stephenie Meyer, Nick Wechsler, Steve Schwartz és Paula Mae Schwartz lettek a fő producerek. A film forgatókönyvének megírására és rendezésére Andrew Niccolt szerződtették. 2011 februárjában Susanna White-ot vették fel Niccol helyére a rendezői posztra, de később, 2011 májusában ismét Niccol foglalta el a pozíciót.
Szintén májusban, Saoirse Ronan kapta meg Melanie Stryder / Wanderer szerepét. Június 27-én 2013. március 29-re tűzték ki a film megjelenési dátumát, és azt is bejelentették, hogy 2012 februárjában kezdődik a forgatás Louisianában és Új-Mexikóban.

## Bemutató
A filmet 2013. március 29-én mutatták be a mozikban az Open Road Films forgalmazásában. 2013. július 9-én jelent meg DVD-n és Blu-ray kiadásban.